# E-Love
Pour plus de détails, voir Fiche technique et Distribution.
E-Love est un téléfilm français réalisé par Anne Villacèque et diffusé pour la première fois le 10 juin 2011 sur Arte.

## Synopsis
Paule Zachmann, professeure de philosophie de 49 ans, est déprimée sans pouvoir expliquer les raisons de sa mélancolie. Son compagnon décide de prendre un peu de recul sur son couple, laissant Paule sans réponse durant des mois jusqu'au jour où elle le rencontre avec une très jeune femme, pleine de vie. Se confiant à sa sœur, elle suit ses conseils et s'inscrit sur un site de rencontre internet. Dès lors « Antigone », bien qu'hésitante, va rencontrer des hommes très divers et rapidement prendre un certain plaisir à certaines relations sans pour autant être satisfaite au-delà du simple plaisir physique. Questionnements et humiliations, recherche d'un compagnon et découvertes d'expériences diverses finissent dans une ultime émotion à la projection de La Peau douce de François Truffaut à la Filmothèque du quartier latin.

## Fiche technique
- Réalisation : Anne Villacèque
- Scénario : Anne Villacèque et Sophie Fillières d'après le roman de Dominique Baqué
- Photographie : Pierre Milon
- Montage : Nelly Quettier
- Décors : Pascale Consigny
- Costumes : Bethsabée Dreyfus
- Production : Nicolas Blanc
- Sociétés de production : Agat Films & Cie, Ex nihilo avec Arte France, A Plus Image 2 et TV5 Monde
- Pays d'origine :  France
- Durée : 90 minutes
- Diffusions : 10 juin 2011 et 22 mars 2013 sur Arte

## Distribution
- Anne Consigny : Paule Zachmann/Antigone
- Antoine Chappey : Alex
- Carole Franck : la sœur de Paule
- Carlo Brandt : Opale
- Maher Kamoun : Ne m'oubliez-pas/Mounir
- Serge Renko : Olivier
- Rebecca Marder : Nina
- Laurent Manzoni : Bernard
- Évelyne Didi : la mère de Paule
- Claude Duneton : le père de Paule
- Keren Marciano : Capucine
- Laurent Arnal : l'homme en gris
- Alain Libolt : Atypic 44
- Jacky Ido : Black Charles
- Pascal Demolon : Fou-de-vous
- Ali Marhyar : l’étudiant
- Pascal Oumakhlouf : le pompier
- Christophe Salaün : un membre du corps enseignant

## Projet et réalisation
Anne Villacèque et Sophie Fillières décident d'adapter le roman de Dominique Baqué, E-Love : petit marketing de la rencontre paru en 2008, et pensent à donner dès le début le rôle principal à Anne Consigny.
Le téléfilm est réalisé en 2010. Parmi les lieux de tournage du téléfilm, qui se déroule du 30 juillet au 27 août 2010, se trouvent les abords de la Bibliothèque François-Mitterrand : la rue Raymond-Aron (où habite Paule), l'avenue de France, le quai François-Mauriac, et le MK2 Bibliothèque ; les marches de la place Marcelin-Berthelot, la rue Champollion et la Filmothèque du quartier latin, l'Université de Nanterre ainsi que la plage et les falaises d'Étretat.

## Accueil critique
Lors de sa première diffusion en 2011, le magazine Les Inrockuptibles estime que le travail, réussi, de la réalisatrice s'est attaché à juxtaposer dans son récit le « mystère du désir féminin confronté, en milieu de vie, à l’âpreté du désir masculin » grâce notamment à la prestation d'Anne Consigny qualifiée de « présence magnétique » incarnant un « corps assoiffé et malade, doux et animal » ; le magazine juge que l'actrice réussit à donner au film « la réalité de son corps, fragile et battant, dans le vide de son époque » sans « jamais conclure à l’inanité de sa quête », notamment par les moyens technologiques employés. L'Express considère que l'œuvre est un « film étourdissant de raffinement [...] oscill[ant] avec une subtilité déconcertante entre désespoir et autodérision » notant également le jeu de l'actrice principale. Pour Télérama, « cette fantaisie sentimentale à l'heure de Meetic surprend constamment » en créant un « univers singulier, ludique et grave » et notant le « tempérament comique et [l]a sensualité » d'Anne Consigny.
Lors de sa première diffusion sur Arte le 10 juin 2011, E-Love rassemble 810 000 spectateurs soit 3,4 % de part d'audience. La rediffusion du téléfilm le 22 mars 2013 sur Arte réunit 588 000 téléspectateurs pour 2,3 % de part d'audience, ce qui compte tenu de la programmation sportive de ce soir-là — avec le match France — Géorgie qualificatif pour la coupe du monde de football — est un bon résultat.

## Distinctions
- Prix de la « meilleure interprétation féminine » pour Anne Consigny et de la « meilleure photographie » pour Pierre Milon lors du Festival du film de télévision de Luchon 2011[9].
- Prix « Nouveau Talent Télévision » de la SACD en 2011 pour Anne Villacèque et Sophie Fillières.
- Présentation à la Berlinale 2011.